# Ивашева, Валентина Васильевна
Валенти́на Васи́льевна Ива́шева (15 января 1906[по какому календарю?] или 2 [15] января 1908, Санкт-Петербург — 16 ноября 1991, Москва) — русский советский литературовед и критик, один из основоположников отечественной англистики. Профессор МГУ. Автор монографий, учебников, множества статей. Член СП СССР.

## Биография
Валентина Васильеевна Ивашева — правнучка декабриста Василия Петровича Ивашева — родилась, по различным источникам, 15 января 1906 года[по какому календарю?] или 2 (15) января 1908 года в Санкт-Петербурге. В 1929 году окончила Ленинградский университет.
В 1937 году защитила кандидатскую диссертацию, а в 1955 — докторскую («Творческое наследие Диккенса»). В 1946 году принята работать на кафедру истории зарубежной литературы филологического факультета МГУ им. М. В. Ломоносова. Став в 1955 году профессором, в дальнейшем В. В. Ивашева занималась преимущественно английской литературой XX века; часто, что было редкостью в те времена, выезжала в Великобританию, где лично встречалась со многими писателями. Интересовалась научной фантастикой, немало написала о ней, поддерживала интерес к фантастике у своих аспирантов (А. Кубатиева, В. Гопмана, Л. Михайловой и других).
Умерла 16 ноября 1991 года в Москве.

## Творчество
Творчество В. В. Ивашевой направлено на изучение английской литературы, размышление над социальными процессами, которые определили характер и облик страны — крушение Британской империи, духовный кризис общества потребления, научно-технический прогресс, движение «рассерженной молодежи» и всенародный протест против угрозы термоядерной войны. Критик осмысливает историческую новь второй половины XX века и её отражение в литературе. На страницах своих книг она рассказывает о достижениях и исканиях мастеров английской культуры — Чарльза Сноу, Ивлина Во, Грэма Грина, Энгуса Уилсона, Артура Кларка, Айрис Мёрдок и Нормана Льюиса. Также знакомит с творчеством представителей новых поколений английских писателей — Колина Уилсона, Пирса Пола Рида, Сьюзен Хилл и Маргарет Дрэббл. В книге «На пороге XXI века. НТР и литература», например, рассматриваются или упоминаются произведения таких авторов как: братья Стругацкие, С. Лем, А. Азимов, Дж. Баллард, Р. Брэдбери, И. Варшавский, К. Воннегут, Г. Гор, И. Ефремов, А. Кларк, А. Шалимова, К. Уилсона и др.

### Изданные книги
- Курс лекций по истории западноевропейской литературы XIX в., кн. 1—3, М., 1951;
- 1954 — «Творчество Диккенса»;
- 1955 — «История зарубежных литератур XIX века. Т. 1»
- 1958 — «Теккерей-сатирик»
- 1960 — «Английский роман последнего десятилетия (1950—1960)»
- Современная английская литература, М., 1963; переиздания:
  - 1967 — «Английская литература XX века»;
  - 1984 — «Литература Великобритании XX века»
- 1971 — «Английские диалоги. Этюды о современных писателях»;
- 1974 — «Английский реалистический роман XIX века в его современном звучании»;
  - 1990 — «„Век нынешний и век минувший…“ Английский роман XIX века в его современном звучании» (Издание 2-е, дополненное).
- 1979 — «Что сохраняет время. Литература Великобритании 1945—1977»;
- 1979 — «На пороге XXI века. НТР и литература»;
- 1983 — «Эпистолярные диалоги»
- 1986 — «Новые черты реализма на Западе»
- 1989 — «Судьбы английских писателей».